# Charles Fourier

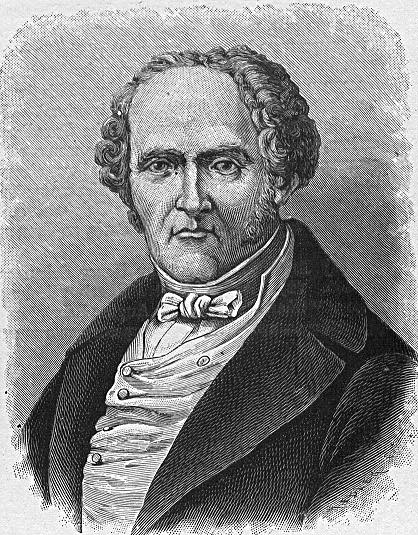
Charles Fourier

Charles Fourier [ʃaʀl fuˈʀje] (* 7. April 1772 in Besançon; † 10. Oktober 1837 in Paris) war ein französischer Gesellschaftstheoretiker, ein Vertreter des Frühsozialismus und ein scharfer Kritiker des frühen Kapitalismus. Dem von ihm propagierten Antikapitalismus wohnte auch Antisemitismus inne.

## Leben
Charles Fourier war der Sohn von Marie und Charles Fourier, einem wohlhabenden Tuchhändler. Der Vater starb, als Charles neun Jahre alt war. Er besuchte ein humanistisches Gymnasium. Seine Vorlieben galten der Geographie, der Astronomie, der Chemie und der Physik sowie der Pflanzenwelt und der Musik.  Alle diese Interessensschwerpunkte tauchen in unterschiedlichen Funktionen in seinen Werken wieder auf. Dem Wunsch seiner Mutter folgend begann er 1791 eine kaufmännische Lehre in Lyon und Rouen, nachdem er als Nichtadeliger nicht in eine Militärschule in Mézières aufgenommen worden war. 1793 nahm er in Lyon am Aufstand gegen die Herrschaft des Konvents teil. Nach dem Sieg der Regierungstruppen wurde er gefangen genommen, kam aber nach Fürsprache eines Cousins frei, der Jakobiner war.
Sein väterliches Vermögen verlor er teils durch Beschlagnahme, teils nach Fehlspekulationen. Fourier musste sich praktisch bis zu seinem Lebensende in ungeliebten Kaufmannsberufen durchschlagen, als Handlungsreisender, Kaufmannsgehilfe, Makler und Kassierer. Alle seine Versuche, sich ganz den Wissenschaften zu widmen, scheiterten an Geldmangel.
1803–1804 veröffentlichte er eine Artikelserie, in der er das erste Mal seine Ideen von der „Universalen Harmonie“, der „Berechnung der sozialen und erotischen Anziehungen“ darstellte.
1808 erschien sein erstes größeres Werk, die Theorie der vier Bewegungen (Théorie des quatre Mouvements).
1815–1816 zog sich Fourier nach Talissieu im Bugey zurück und begann, seine zahlreichen Manuskripte zu redigieren. Ein erster Schüler, Just Muiron, nahm mit ihm Kontakt auf. 1819 vollendete er den Grand traité (Große Abhandlung, acht Bände), den er, stark gekürzt und von den erotischen Passagen befreit, 1821 herausbrachte. Das Werk wurde von der Öffentlichkeit kaum beachtet.
Nach einer finanziell drückenden Phase und einem unsteten Leben zwischen Besançon, Paris, Lyon und dem Jura erschien 1829 die klarste Formulierung der ökonomischen Aspekte seiner Theorie in Die neue Welt der Industrie und Vergesellschaftung (Le nouveau monde industriel et sociétaire).
Gegen Ende seines Lebens überwarf er sich mit Robert Owen und den Saint-Simonisten, zerstritt sich aber auch mit seinen Schülern, wartete täglich um 12 Uhr Mittags in seinem Haus auf einen Mäzen, der ihm sein erstes Phalansterium (siehe auch „Hauptideen“) finanzieren sollte, wurde aber auch langsam bekannt und teilweise sogar verehrt. 1835–1836 erschien, als letztes Werk zu Lebzeiten, La fausse industrie (Die falsche Industrie). Heinrich Heine beschrieb Fouriers Lebenssituation gegen Ende seines Lebens als dürftig: So hatte er keine Dienstboten und musste seine Lebensmittel selbst in „seinem grauen, abgeschabten Rock“ einkaufen gehen.

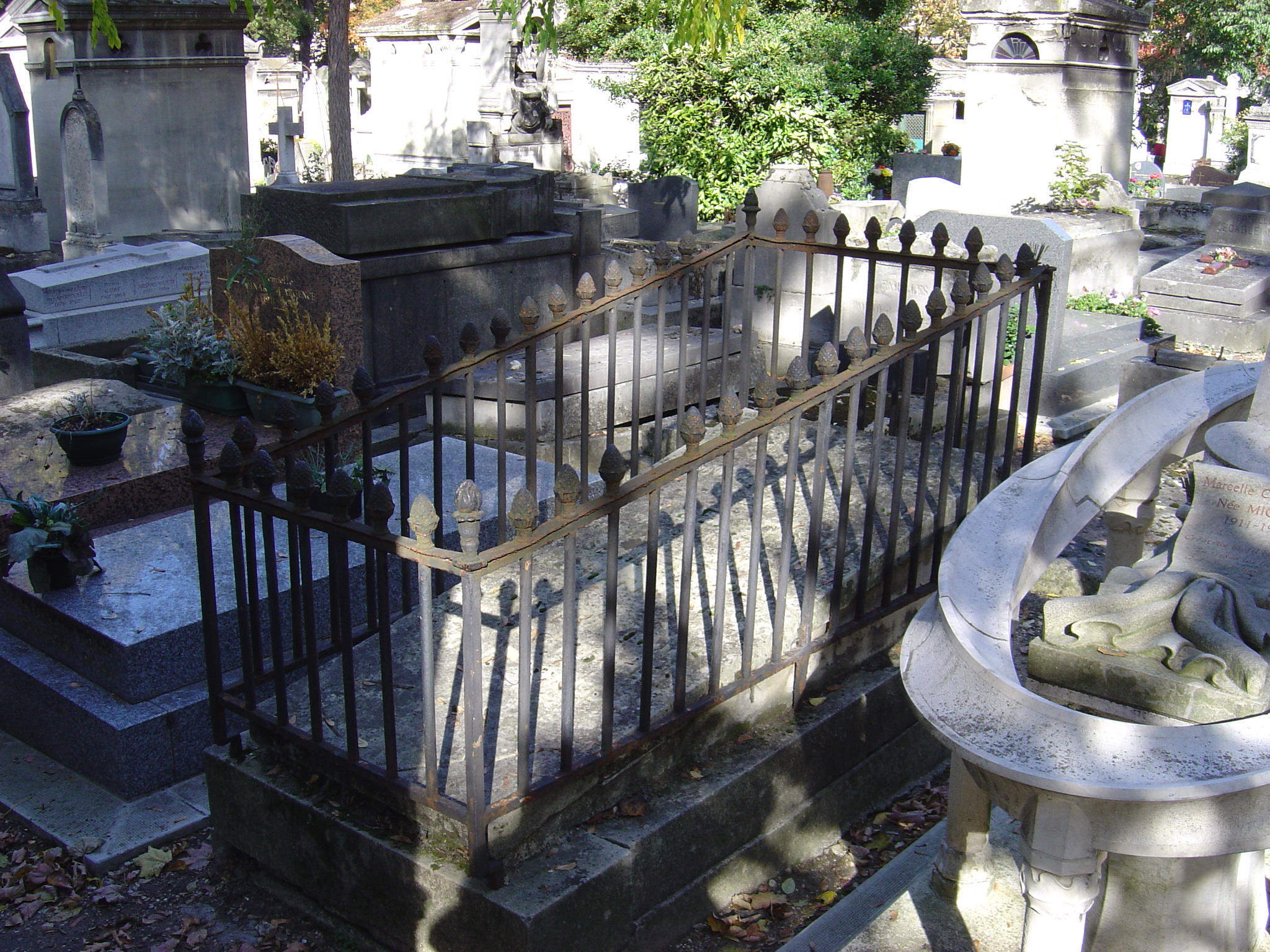
Grab Fouriers auf dem Cimetière de Montmartre

Am 10. Oktober 1837 starb Fourier in Paris in seiner Wohnung, die er, wie alle anderen zuvor, in ein Gewächshaus voller Blumen und Pflanzen verwandelt hatte.

## Hauptideen
Fourier lehnte eine staatliche Vereinheitlichung in jeder Hinsicht ab. Er kritisierte die Tendenz vieler sozialrevolutionärer Modelle zu einer einzigen Kultur nicht nur im Gesellschafts- und Arbeitsleben, sondern auch in der Gefühls-, Beziehungs- und Gedankenwelt. Seiner Überzeugung nach entsteht gesellschaftliche Harmonie nicht durch Unterdrückung von (ökonomischen, nach Herrschaft strebenden, sexuellen usw.) Trieben, sondern durch das Ausleben der verschiedenen, in jedem Individuum anders konzentrierten, das Talent, die geistigen Fähigkeiten, das emotionale Leben usw. betreffenden Anziehungs- oder Assoziationskräfte. Er sah den glücklichen Menschen als ein durch Leidenschaften bewegtes und gesteuertes Wesen; und er ist weit davon entfernt, die Leidenschaften verändern zu wollen; glaubte er doch, dass sie durch „gegenlaufende“ Leidenschaften zu sozialen Triebfedern in einem harmonischen, dem „Aufflug“ (essort) des Menschen förderlichen Ganzen integriert werden können.
Zur Illustration dieses Gedankens lässt sich Isaac Newtons Theorie der universalen Schwerkraft und der Anziehung der Gestirne heranziehen (tatsächlich hat diese Theorie auf Fouriers eigene Entdeckung einen entscheidenden Einfluss ausgeübt): wie die Sterne und Planeten, deren Gravitation ja eigentlich bewirken müsste, dass alles, was in ihr Schwerefeld gerät, hineingezogen und verschlungen wird, durch den Ausgleich der Gegengewichte in harmonischem Kreisen gehalten werden, so bewirke auch die leidenschaftliche Anziehung unter den Menschen, frei gelassen und in ihrem Zusammenspiel, die selbsttätige Ordnung zu einem gesellschaftlichen Kosmos.
„Ordnung“ war für Fourier also immer »zusammengesetzte Ordnung«, und insofern diese ideale Ordnung von ihm als umsetzbares, sozial und emotional revolutionäres Modell ins Auge gefasst wurde, nannte er es Phalansterium (frz. Phalanstère, aus gr. Phalanx und lat. Monasterium, Kloster). Die Phalanx ist nach Fourier das Zaubermittel, mit dem die Menschheit in einen Zustand der Vollkommenheit katapultiert werden sollte. Hier begann er sein kosmogenetisches System zu entwickeln und seine Sozialtheorien mit utopischem Märchenglanz zu überziehen. Diese genossenschaftliche Ordnung, die Fourier meist „Harmonie“ nannte, ist nicht nur eine Wirtschaftsgemeinschaft, sondern auch eine Liebesgemeinschaft. Die asketische, teilweise durch christliche, speziell protestantische Theologie, geadelte Arbeitsmoral des Kapitalismus, die die körperliche Liebe zu einer Form der Belohnung degradiert habe, unterzog er in ihrer „Zerstückelung“ (frz. morcelage) einer radikalen Kritik. Dies gilt als wichtiger Beitrag von Fourier zur Geschichte des libertären Sozialismus: eine Befreiung der Arbeit ist ohne eine Befreiung der Sexualität nicht möglich – und umgekehrt.
Fourier ging von einem lebendigen Planetensystem aus und leitete wie Paracelsus Analogien daraus ab. Er ging davon aus, dass die von ihm als Astrosophie bezeichnete Theorie eine Weisheit der astronomischen Wissenschaft darstelle, die als Schlüssel dazu beitrage, die menschlichen Leidenschaften mit der Astronomie und anderen Wissenschaften in Einklang zu bringen. Ernest Seillière bezeichnete die Analogien und die Charakterisierung der Astrosophie nach Charles Fourier als zu weit gehend und bezeichnet „die astrosophischen Spekulationen“ Fouriers als „tiefe Gewöhnlichkeit des kleinen verrückten Spießbürgers“.
Fourier gilt als der Vater des Begriffs Feminismus. Er beschäftigte sich intensiv mit der Gleichberechtigung von Mann und Frau. In seinem Werk Aus der Neuen Liebeswelt schrieb er, »Die Harmonie entsteht nicht, wenn wir die Dummheit begehen, die Frauen auf Küche und Kochtopf zu beschränken. Die Natur hat beide Geschlechter gleichermaßen mit der Fähigkeit zu Wissenschaft und Kunst ausgestattet.«
In seinem Werk Die falsche Industrie arbeitete er seine Forderung nach einem bedingungslosen Grundeinkommen aus. Er sah darin die Versorgung aller Einzelnen in der Gesellschaft mit dem Lebensnotwendigen als ein Recht an und begründete es damit, dass das »erste Naturrecht« auf Jagen, Sammeln, Fischen, Weiden, und damit auf die Beschaffung des Notwendigen zur Stillung des Hungers in der Zivilisation verloren gegangen sei.
Seine Kapitalismuskritik verband Fourier immer wieder mit einem teils wütenden Antisemitismus. Handel, Kreditwesen und Finanzspekulation hielt er für unproduktiv, unmoralisch und für die Ursache zahlreicher Übel seiner Gegenwart. Ihre Auswüchse, namentlich Wucher und Ausbeutung, sah er im Judentum personifiziert, das er nicht als Religion, sondern als Nation auffasste. Daher trat er dafür ein, die Emanzipation der Juden rückgängig zu machen und den Juden das Bürgerrecht wieder zu entziehen. Da Juden seines Erachtens keine produktive Arbeit leisteten, bezeichnete er sie als Parasiten. Um sie von ihren, wie er meinte, unproduktiven und schädlichen Tätigkeiten abzubringen, solle man sie zwangsweise Landarbeit in Phalansterien leisten lassen.

## Einflüsse
Schon im 19. und frühen 20. Jahrhundert hatte Fourier auf einige sozialistische Theoretiker (libertär-syndikalistischer Richtung) großen Einfluss ausgeübt. Bekannt ist auch, dass der Vater des Philosophen und Psychologen William James, Henry James sen., in seinen Ideen maßgeblich von Fourier beeinflusst worden war. Ein literarisches Denkmal setzten Fouriers „Phalansterium“ unter anderem Imre Madách mit seinem Theaterstück Die Tragödie des Menschen (ungarisch: Az ember tragédiája, 1861) sowie Nikolai Gawrilowitsch Tschernyschewski in seinem Roman Was tun? (russ. Что делать, 1863).
Mit seinen Ideen zum Grundeinkommen hat Fourier den Philosophen John Stuart Mill beeinflusst, der Fouriers Konzept in seinem Hauptwerk zur Politischen Ökonomie in Teilen übernahm und es als „die von allen Formen des Sozialismus am könnerhaftesten zusammengestellte“ bezeichnete.
Fouriers Schriften inspirierten im späten 19. Jahrhundert auch Antisemiten in der ökonomischen Begründung ihrer Judenfeindschaft.
Fourier, Victor Considerant und Karl Bürkli haben den Aufbau von Vollgenossenschaften oder integrierten Genossenschaften angeregt, die über das Wirtschaftliche hinaus weitere Lebensbereiche einbeziehen, wie gemeinsames Wohnen und Haushalten, gemeinsame Arbeit, Kinderbetreuung, Schulen, Kultur, Gesundheitswesen, Altenbetreuung usw. Ein Beispiel für die Einflüsse Fouriers ist die Erste Vollgenossenschaft der Schweiz, die Siedlungsgenossenschaft Freidorf in Muttenz, deren Bau von 1921 durch den Verband Schweizerischer Konsumvereine als Modellprojekt einer Vollgenossenschaft gestiftet wurde.
Erneut bedeutsam wurden die Theorien und Entwürfe Fouriers im Zuge der 68er-Bewegung. Deren Motto, „Fantasie an die Macht“ (frz. L'imagination au pouvoir) entstammte direkt der Neuen Liebeswelt, und einige der radikalsten Kommunenexperimente der 1970er Jahre, wie beispielsweise die Aktionsanalytische Aktion des Wiener-Aktionismus-Künstlers Otto Muehl beziehen sich, außer auf Wilhelm Reich, auch auf Charles Fourier, ebenso wie die Situationisten von ihm inspiriert waren. Auch Herbert Marcuse bezog sich auf sein Konzept einer freien Gesellschaft.

## Werke
- Œeuvres complètes. 12. Bde. Paris 1966–1968

Außer den zu Lebzeiten erschienenen Werken ist zu nennen:

Le nouveau monde amoureux (Die neue Liebeswelt), das etwa um 1820 entstand und 1967 in einer vollständigen Ausgabe zugänglich gemacht wurde.
Dieses Werk stellte die kühnste und auch von seinen eigenen Schülern am wenigsten vertretene Idee Fouriers in den Mittelpunkt: dass eine soziale Revolution nur verbunden mit einer sexuellen Revolution im Sinne der Freien Liebe zum Ziel führen kann.
- Theorie der vier Bewegungen und der allgemeinen Bestimmungen. Hrsg. Theodor W. Adorno, Übers. E. Lenk. Frankfurt 1966.
- Die harmonische Erziehung. Hrsg. W. Apelt. Berlin 1958.
- Aus der Neuen Liebeswelt und Über die Freiheit in der Liebe. Auswahl & Einleitung Daniel Guérin. Mit einem Anhang Über die Freiheit in der Arbeit. Einleitung dazu Marion Luckow. Übers. Eva Moldenhauer. Wagenbach, Berlin 1977 u.ö.
  - neu veröffentlicht im Jahr 2017: Die Freiheit in der Liebe. Ein Essay. Nautilus, Hamburg 2017, ISBN 978-3-96054-055-7 (Übers. Eva Moldenhauer, die Auswahl folgt der Wagenbach-Ausgabe von 1977[13])
- Der Philosoph der Kleinanzeige. Ein Fourier-Lesebuch. Übers. Marie-Luise Frimont. Auswahl und Komm. Martin Burckhardt. Semele, Berlin 2006, ISBN 978-3-938869-09-3[14]
- Ökonomisch-philosophische Schriften: Eine Textauswahl. Übersetzt und mit einer Einleitung herausgegeben von Lola Zahn. Akademie, Berlin 1980
- Einzelne Stücke wurden 1846 von Friedrich Engels (im Deutschen Bürgerbuch für 1846) und 1975/76 von Marion Luckow (in Rowohlts Literaturmagazin 3 und Jahrbuch Politik 7) unter dem Titel Ein Fragment Fouriers über den Handel  (Alternativtitel: Pamphlet gegen das goldene Kalb der Händler) übersetzt und veröffentlicht.
- Über das weltweite soziale Chaos. Ausgewählte Schriften zur Philosophie und Gesellschaftstheorie. Hg. Hans-Christoph Schmidt am Busch. Akademie, Berlin 2012, ISBN 978-3-05-004914-4

Zusätzlich verfasste er noch Texte mit den Titeln:
- Die neue industrielle und sozietäre Welt, oder die Erfindung eines anziehenden und natürlichen Industrieverfahrens, das die Arbeit in leidenschaftliche Serien aufteilt (1829/30)
- Die falsche, zerstückelte, abstoßende, lügnerische Industrie und das Gegenmittel: die natürliche, wahrhafte und anziehende Industrie (1833/36), in dem er unter anderem sein Konzept für eine bedingungslose Einkommensgarantie entwickelt.

## Ausstellung
- 2010: L’écart absolu: Charles Fourier (deutsch: Die absolute Abweichung), Musée des Beaux-Arts et d’Archéologie, Besançon